# Lucie Kofler
Pour les articles homonymes, voir Kofler et Lucie Noël.
Lucie Kofler, née Lucie Noël le 6 octobre 1910 à Villiers-sur-Marne (Val-de-Marne), morte le 4 octobre 2004 à Saint-Vallier (Drôme), est une botaniste, spécialiste de la physiologie végétale et mycologue française. Elle a été professeure de physiologie végétale à l'université de Grenoble et a joué un rôle dans la reconstruction du jardin botanique du col du Lautaret après la Seconde guerre mondiale.

## Biographie
Lucie Noël perd sa mère très jeune, elle est élevée par son père ; sa santé est fragile durant toute son enfance, ce qui a des répercussions sur sa scolarité.
Elle étudie en section sciences à l’École normale supérieure à partir de 1931, puis obtient l'agrégation de sciences naturelles en 1939.
Elle se marie en 1937 avec Julien-Edgar Kofler (1917-1945), né en Roumanie dans une famille d'intellectuels juifs. Après son baccalauréat en Roumanie, le jeune homme est venu à Paris, où il étudie en hypokhâgne au lycée Henri IV, puis il obtient une licence d'anglais à la Sorbonne. Il épouse Lucie Noël après être revenu d'un séjour d'un an en Angleterre où il était lecteur à l'université de Birmingham. Le couple s'installe bientôt dans la région grenobloise, ainsi que les parents de Julien-Edgar Kofler qui achètent une ferme à Voiron. Professeur dans cette ville, Julien-Edgar Kofler entre dans la Résistance en 1941, puis dans le Mouvement de libération nationale (MLN) ; en 1942, le couple vit séparé. En 1943, le jeune homme part pour Paris, où il devient l'adjoint du chef national des services de renseignement du MLN ; il est arrêté en 1944 et déporté au camp de Neuengamme. Le 3 mai 1945, il meurt en raison du bombardement qui a coulé le bateau sur lequel il se trouvait avec d'autres prisonniers au cours du transfert du camp de Neuengamme à Lübeck. Edgar Kofler est nommé commandant de l'Armée de terre à titre posthume en 1947 et un boulevard de Voiron porte son nom. Lucie Kofler, très proche de ses beaux-parents, sera adoptée par eux en 1962.
En 1945, après des recherches sur la culture in vitro de tissus végétaux sous la direction du botaniste et spécialiste des tissus Pierre Nobécourt (1895-1962), Lucie Kofler commence une thèse dans le laboratoire du professeur Plantefol, à l’École normale supérieure, où elle travaille sur les mousses et notamment les protonémas. Son intérêt pour les lichens lui permet de sympathiser avec Paul Ozenda, qui travaille sur ceux-ci dans le même laboratoire.
En 1947, elle devient assistante dans le laboratoire du professeur René Verriet de Litardière au sein de l'Institut de botanique (université de Grenoble), cependant elle y a peu de moyens pour poursuivre les recherches liées à sa thèse. Elle devient chef de travaux en 1949. L'arrivée de Paul Ozenda en 1955 en tant que professeur à l'université de Grenoble et directeur de l'Institut de botanique lui permet d'avoir de plus amples moyens pour ses travaux et elle obtient son doctorat dans le laboratoire du professeur Paul Ozenda le 3 juillet 1958 (avec pour président du jury de thèse Pierre Chouard, botaniste français). Elle devient maître de conférences en 1959 à l'université de Grenoble.
Durant deux ans, en 1962 et 1963, Lucie Kofler part au Basutoland (qui deviendra le Lesotho), où elle enseigne la biologie végétale à l'University College de Roma. Ce séjour lui permet également de récolter de nombreux lichens, qui seront plus tard conservés au Muséum de Lund (Suède), à l'Institut botanique de Graz (Autriche), et à l'université Purdue (États-Unis d'Amérique). Elle reprend ensuite ses travaux à l'université de Grenoble.
En 1965, elle est nommée professeure sans chaire et directrice du laboratoire de physiologie végétale (université de Grenoble), qu'elle a créé. Elle est également nommée Officier d'Académie.
Elle prend sa retraite en 1973 et s'installe dans la Drôme.
Elle devient membre de la Société botanique de France à partir de 1943.
Parmi d'autres centres d'intérêt de Lucie Kofler se trouvaient la littérature, la philosophie, la peinture abstraite, la musique et les animaux, dont notamment les chats. Elle a d'ailleurs publiés plusieurs articles dans la revue de la Société de protection des animaux.

## Travaux scientifiques et institutions scientifiques
Spécialiste de physiologie végétale, Lucie Kofler a mené des travaux sur la biologie et la physiologie de la croissance du gamétophyte des mousses, et elle a développé les recherches sur les lichens avec notamment les premiers travaux sur les effets des pollutions (fluor) sur la germination des spores de lichens.

### Physiologie des plantes

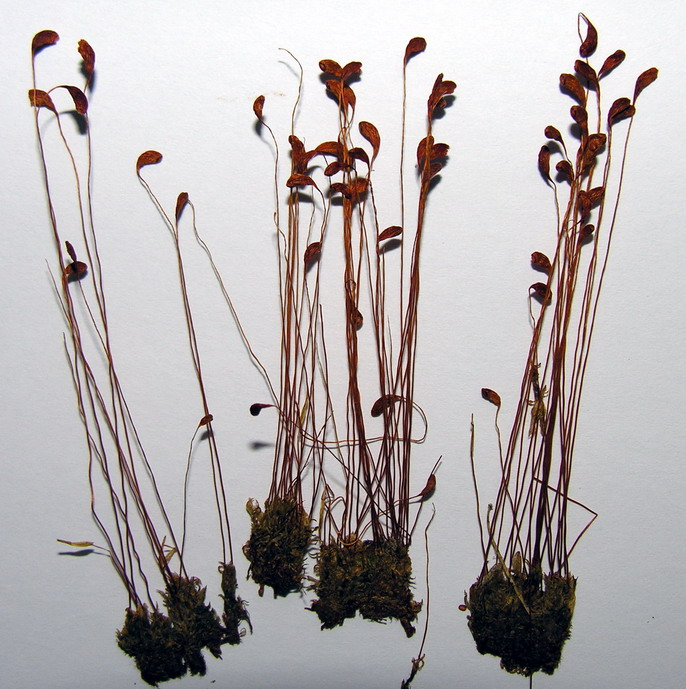
Funaire hygromètre (Funaria hygrometrica)

Avec Pierre Nobécourt, découvreur des cultures illimitées de tissus végétaux, Lucie Kofler s'était initiée à la culture in vitro de tissus végétaux. Spécialisée en physiologie végétale, elle a mené des travaux sur la biologie et la physiologie des mousses cultivées in vitro, et développé en particulier un modèle de culture in vitro chez les mousses (culture sur gélose de spores de Funaria hygrometrica), et également pour la culture de protonéma issu d'une spore unique (ainsi que le développement d'une technique pour filmer la croissance de celui-ci). Elle étudie aussi l'influence de paramètres physiques et physico-chimiques. Elle s'intéresse aussi à la croissance spiralée pour une plante du Lesotho. L'influence de la lumière monochromatique sur la croissance des  mousses fait l'objet de ses recherches durant ses dernières années de carrière, et elle travaille pour cela sur des dispositifs d'éclairage avec des physiciens.
Elle participe à plusieurs congrès internationaux, comme le 8e Congrès international de botanique en 1954, et le Congrès de biochimie en 1961 à Moscou. Elle a également séjourné dans des laboratoires d'autres pays que la France, tels le laboratoire de physiologie végétale de l'université de Heidelberg (Allemagne).

### Lichens

#### Travaux de recherche et collections de lichens
Lucie Kofler a effectué plusieurs recherches sur les lichens, notamment ceux de montagne, et ce, dès le début de sa carrière scientifique. Des voyages en Irlande, en Grèce, aux îles Lipari (Sicile, Italie), au Spitzberg (Norvège) et au Basutoland (futur Lesotho) lui permettent d'en collecter hors de France. Durant son séjour de deux ans au Basutoland, elle reporte ses études sur la lichénologie et elle visite d'autres pays de la région : Afrique du Sud, Swaziland, Zimbabwe ; elle collecte alors plus de 1000 spécimens de lichens, qui seront par la suite conservés à Lund en Suède (Lucie Kofler ayant à cette époque commencé une correspondance et une collaboration avec le spécialiste des lichens du Basutoland O. Almborn, qui est dans cette ville). Ces collections sont encore de nos jours une référence pour la lichénologie et Lucie Kofler est considérée comme une grande lichénologue à l'échelle internationale. Elle a également réalisé une étude sur l'effet des fumées des usines de la vallée de la Romanche sur la germination des spores de lichen locaux.

#### Espèces de lichens dédiées à Lucie Kofler
- Peltula koflerae, Henssen & Büdel (collecte Lucie Kofler en Afrique du Sud)
- Rinodinella koflerae (collecte Lucie Kofler en Afrique du Sud)
- Pleurosticta koflerae (Clauzade & Poelt), Elix & Lumbsch Bas. (initialement Parmelia koflerae). Lichen collecté par Lucie Kofler dans la région du col du Lautaret (France), à une altitude de 2 300 m.

### Le laboratoire de physiologie végétale de l'université de Grenoble
C'est grâce à l'arrivée de Paul Ozenda à l'université de Grenoble en 1955 que la physiologie végétale va se distinguer de la botanique au sein de l'université, notamment avec la construction du campus universitaire sur la commune de Saint-Martin-d'Hères (agglomération de Grenoble). Dans le projet de construction de ce campus, sont prévus 4 bâtiments affectés, respectivement, à la botanique, la zoologie, la physiologie végétale, et la physiologie animale. Le bâtiment de physiologie végétale est plus petit que les autres mais comprend des salles conditionnées pour la culture des plantes. La mise en place du matériel est faite en 1965. Lucie Kofler, refusant d'enseigner dans les filières de préparation à l'agrégation et de 3e cycle, elle est professeure sans chaire et directrice de ce laboratoire, qu'elle a créé.
Le laboratoire mène essentiellement des recherches sur la croissance et les tropismes chez les organismes dits inférieurs, et l'influence de la saison et des conditions de vie en altitude sur le développement et le métabolisme.
Lucie Kofler sera directrice de ce laboratoire jusqu'à la prise de sa retraite en 1973.

### Le jardin botanique du col du Lautaret

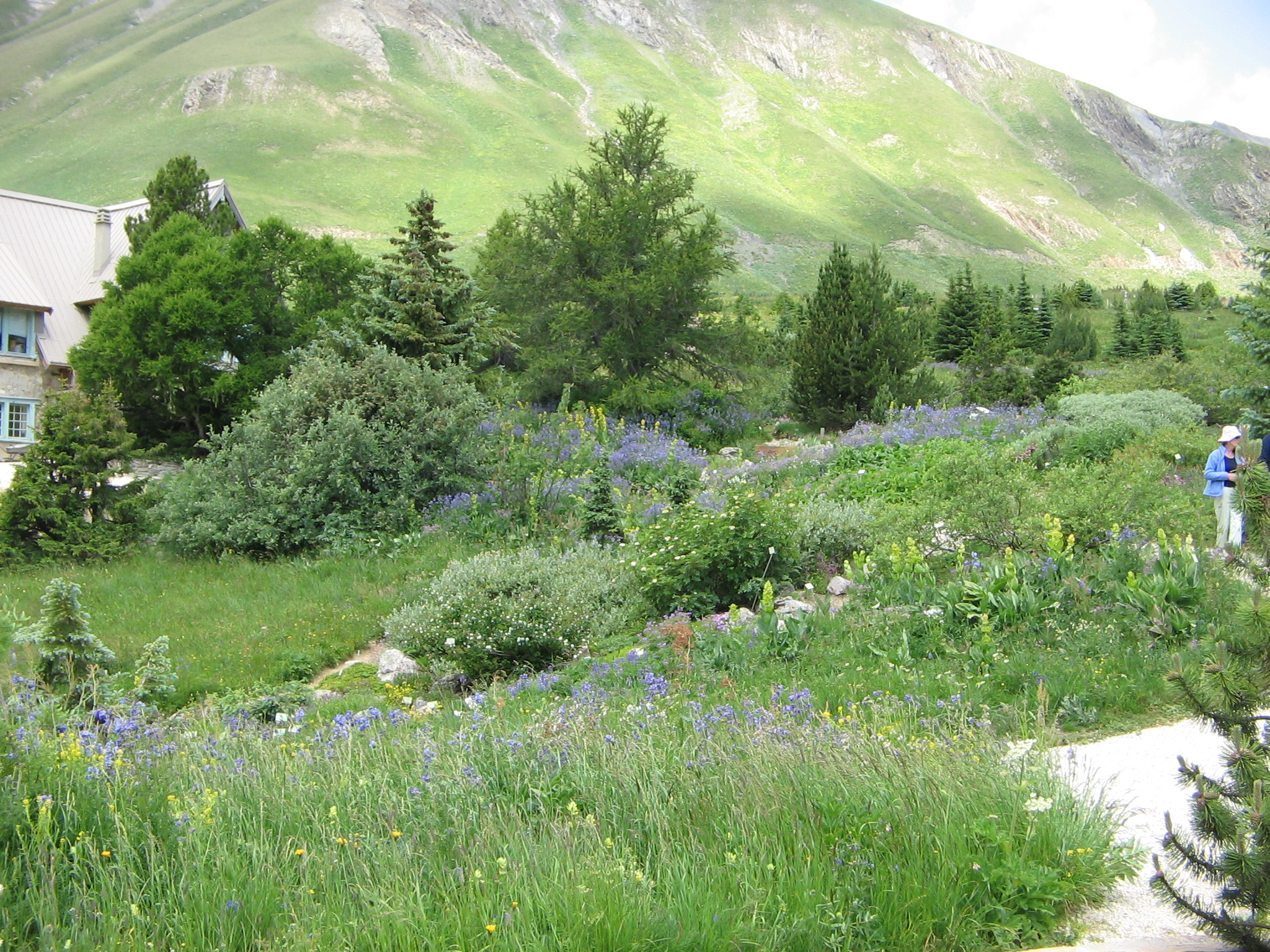
Le jardin botanique alpin du Lautaret

À la fin de la Seconde guerre mondiale, le jardin du Lautaret, situé dans les Hautes-Alpes à l'altitude de 2 100 m, qui existe depuis 1899 et dépend de l'université de Grenoble, voit son laboratoire pillé et il est laissé à l'abandon. En 1950, Lucie Kofler, accompagnée d'un nouveau chef de cultures, Robert Ruffier-Lanche, remet en route ce jardin botanique qui a un intérêt aussi bien scientifique que pédagogique. Ils reconstituent les collections de plantes et publient pour communiquer sur le renouveau du jardin. Le voyage au Lesotho de Lucie Kofler en 1962-1963 lui permet d'enrichir la collection de plantes issues des montagnes du Drakensberg (Lesotho). Elle a également conduit ou dirigé des recherches faites dans le laboratoire associé au jardin dont un certain nombre portant sur l'influence de la saison et de l'altitude sur la germination des spores des champignons lichéniques.

### Thèse de doctorat
- Contribution à l'étude biologique des mousses cultivées in vitro [Texte imprimé] : germination des spores, croissance et développement du protonéma chez "Funaria hygrometrica" : 1re thèse ; Propositions données par la faculté : 2e thèse[3]. Publiée dans la Revue Bryologique et Lichénologique en 1959.

### Livres
- Croissance et développement des plantes, (préface de Pierre Chouard, botaniste français) éd. Gauthier-Villars, Paris, 1963 (deuxième édition en 1969), 234 pages[4].
- Cours de Mme Kofler, éd. Grenoble : Association des étudiants en sciences, (1960 ?), 2 volumes, 155 pages[5].

### Articles
- Kofler Lucie, « Polarisation et géotropisme des spores de Funaria hygrometrica en présence d'hydrate de chloral », 1967, Société Botanique de France, Bulletin de la Société botanique de France, Colloques, Tome 114 - Fascicule colloque, p. 138-150[6].
- Kofler Lucie, « Bouturage de bourgeon de rosier en milieu nutritif aseptisé. », 1945, Bulletin de la Société botanique de France, Tome 92 - Fascicule 4-6, p. 78-81.
- Kofler Lucie, « Sur quelques cas de spiralisation chez les végétaux », 1967, Bulletin de la Société botanique de France, Colloques, Tome 114, p. 209-218.
- Kofler Lucie, Ruffier-Lanche Robert, « L'Institut alpin du Lautaret », 1951, Bulletin de la Société botanique de France, Session extraordinaire, p. 121-122.
- Kofler Lucie, Jacquard Francis, Martin Jean-François, « Influence de fumées d'usines sur la germination des spores de certains lichens », 1968, Bulletin de la Société botanique de France, Colloques, Tome 115 - Fascicule colloque 2, p. 219-230.
- Kofler Lucie, Nurit Françoise, Vial Anne-Marie, « Germination des spores de Mousses et évolution de leurs plastes en présence de DCMU », 1970, Bulletin de la Société botanique de France, Colloques, tome 117, p. 285-310.

### Sources
- Serge Aubert, « Lucie Kofler née Noël (1910-2004) », article de 13 pages, publié sur le site internet du jardin du Lautaret [lire en ligne (page consultée le 05/09/2022)].
- Rodney Moffet, A biographical dictionary of contributors to the natural history of the free state and Lesotho, African sun Media, 2014, 365 pages[7].